# Dint Island
Dint Island (von englisch dint ‚Beule, Vertiefung‘) ist eine 2,5 km lange Insel, die 3 km vor der nordwestlichen Küste der antarktischen Alexander-I.-Insel liegt.
Die erste Sichtung aus der Luft geht wahrscheinlich auf Teilnehmer der United States Antarctic Service Expedition (1939–1941) zurück. Luftaufnahmen der US-amerikanischen Ronne Antarctic Research Expedition (1947–1948) dienten 1960 dem britischen Geographen Derek Searle vom Falkland Islands Dependencies Survey für eine Kartierung. Das UK Antarctic Place-Names Committee benannte die Insel 1961 so, weil die Südseite der Insel durch die Vertiefung eines markanten Bergkessels geprägt ist.